# Hans Blank
Hans Blank (Wormerveer, 13 januari 1952 - Den Oever, 29 januari 2019) was een Nederlandse beeldhouwer en kunstschilder.

## Leven en werk
Blank werd opgeleid aan de Rijksakademie van beeldende kunsten in Amsterdam, onder anderen door Paul Grégoire, Piet Esser en Cor Hund. Hij was als beeldend kunstenaar werkzaam in de Noord-Hollandse plaats Den Oever en in het zuidwesten van Ierland. In zijn eerste werken waren verhalen uit Griekse mythologie te herkennen. Vervolgens richtte hij zich op dierfiguren en later werden de zee en schepen terugkerende elementen in zijn werk. Zijn werk werd geëxposeerd in Amerika, Denemarken, Frankrijk, Ierland en Nederland.

## Werken in de openbare ruimte
- ca. 1980 - Afscheid van een Viking echtpaar (Vikingboot), Den Oever
- 2003 - Schip met ballast, Midwoud
- 2005 - Visserijmonument Wieringen, Den Oever
- 2007 - Horizon, Schokland
- 2007 - Scheepsbemanning, Maassluis
- 2008 - Zonder titel, Schokland
- 2008 - Zonder titel, Emmeloord

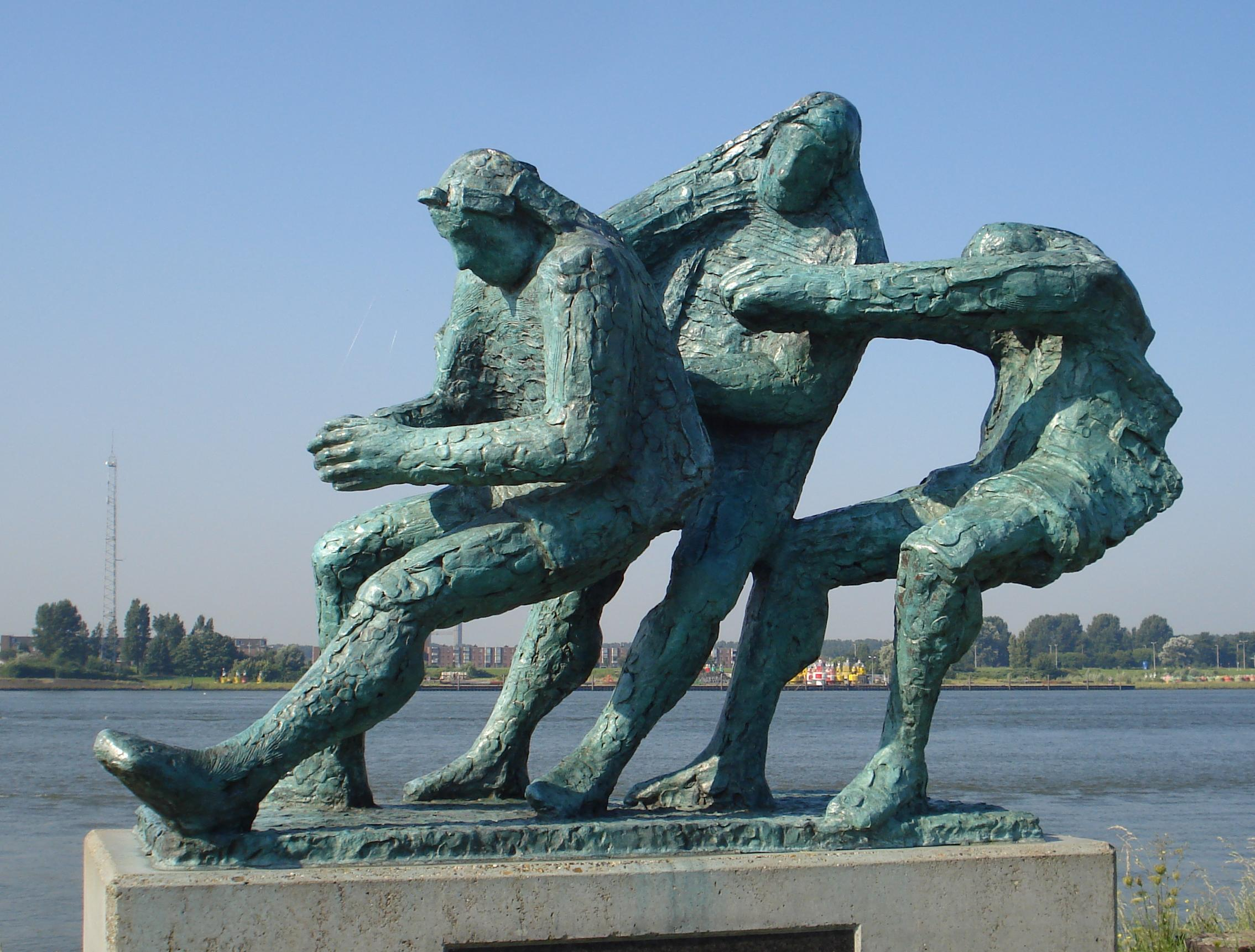
Scheepsbemanning, Maassluis (2007)
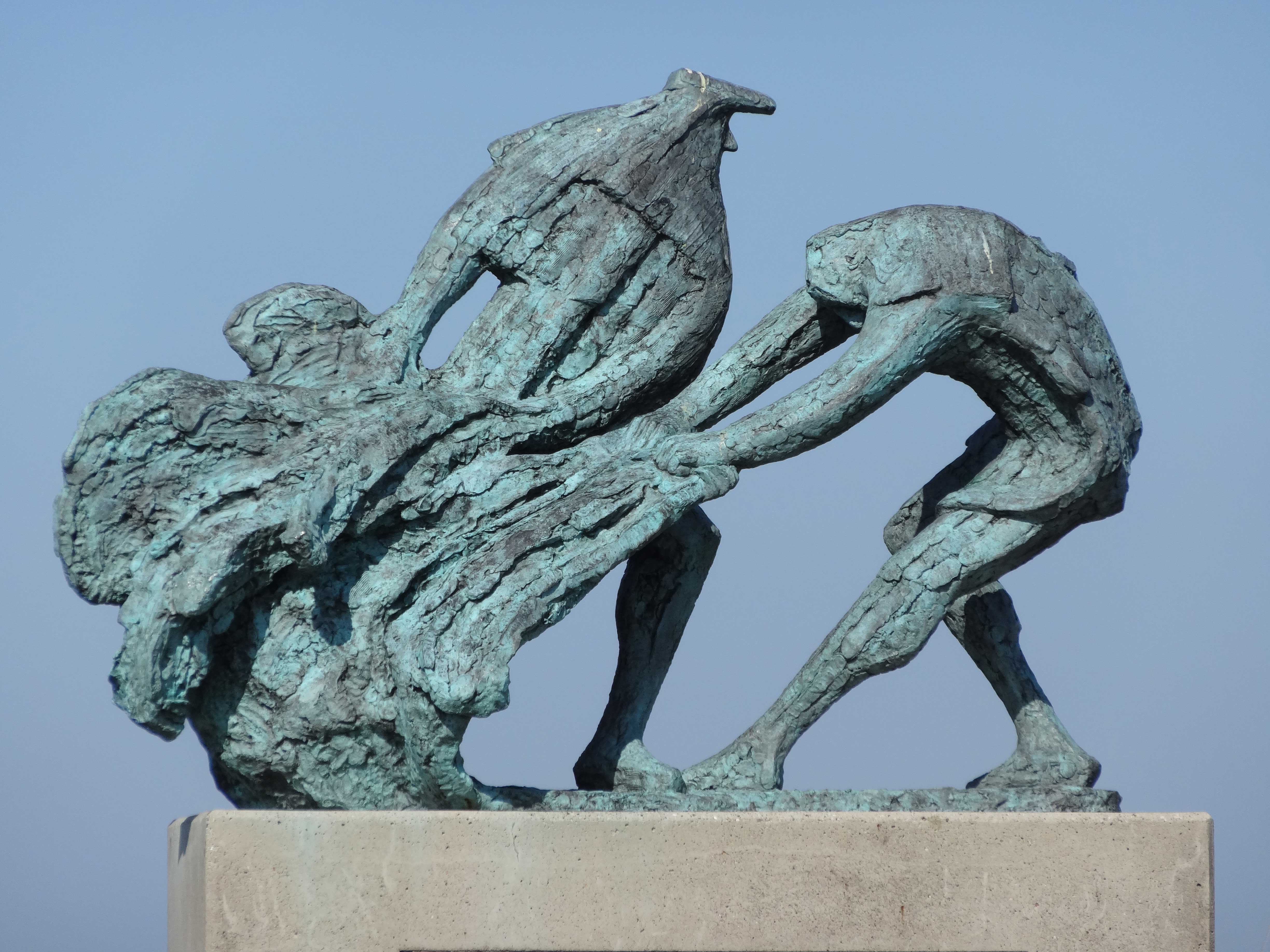
Visserijmonument, Den Oever (2005)
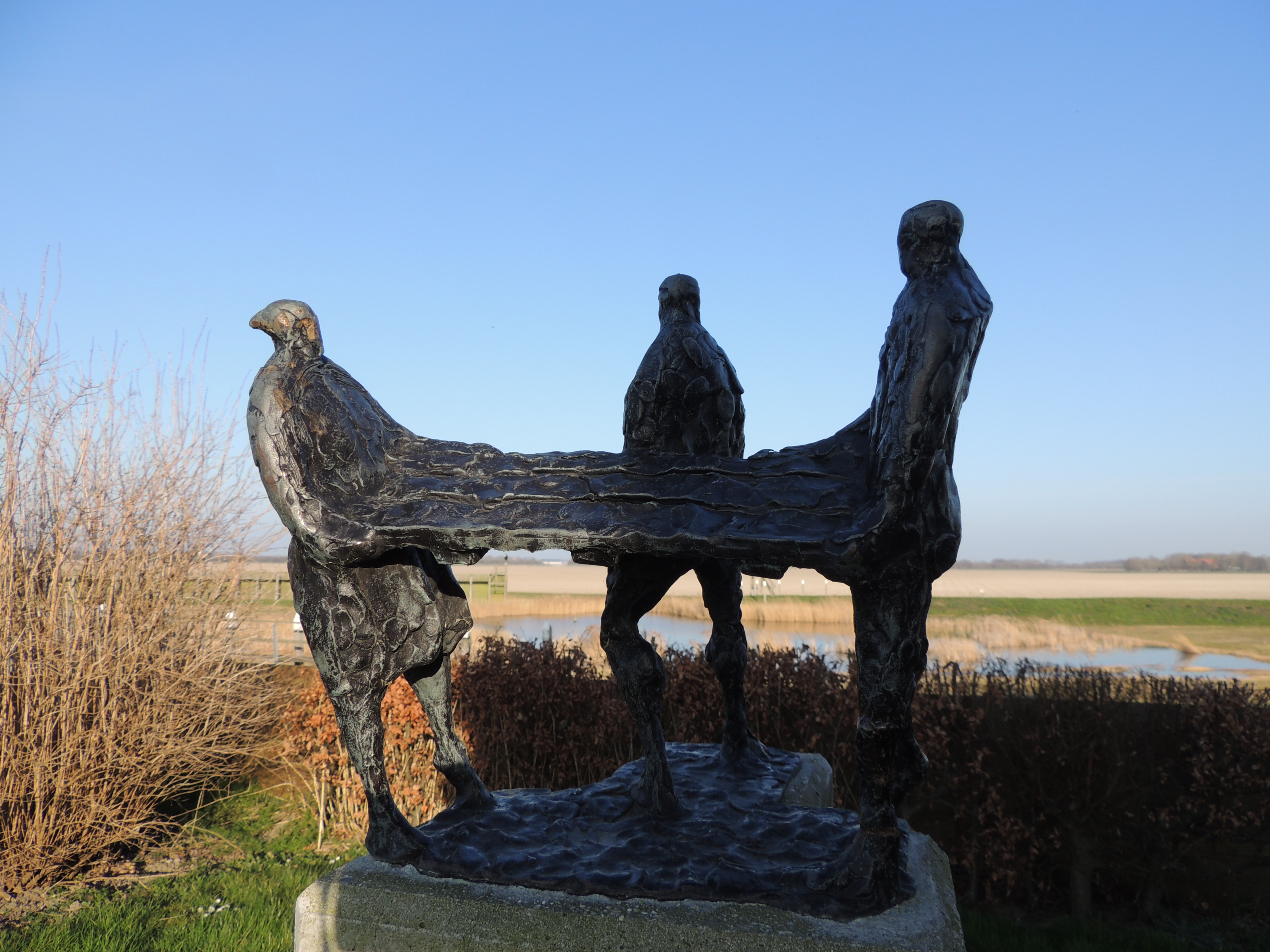
Zonder titel, Schokland (2008)
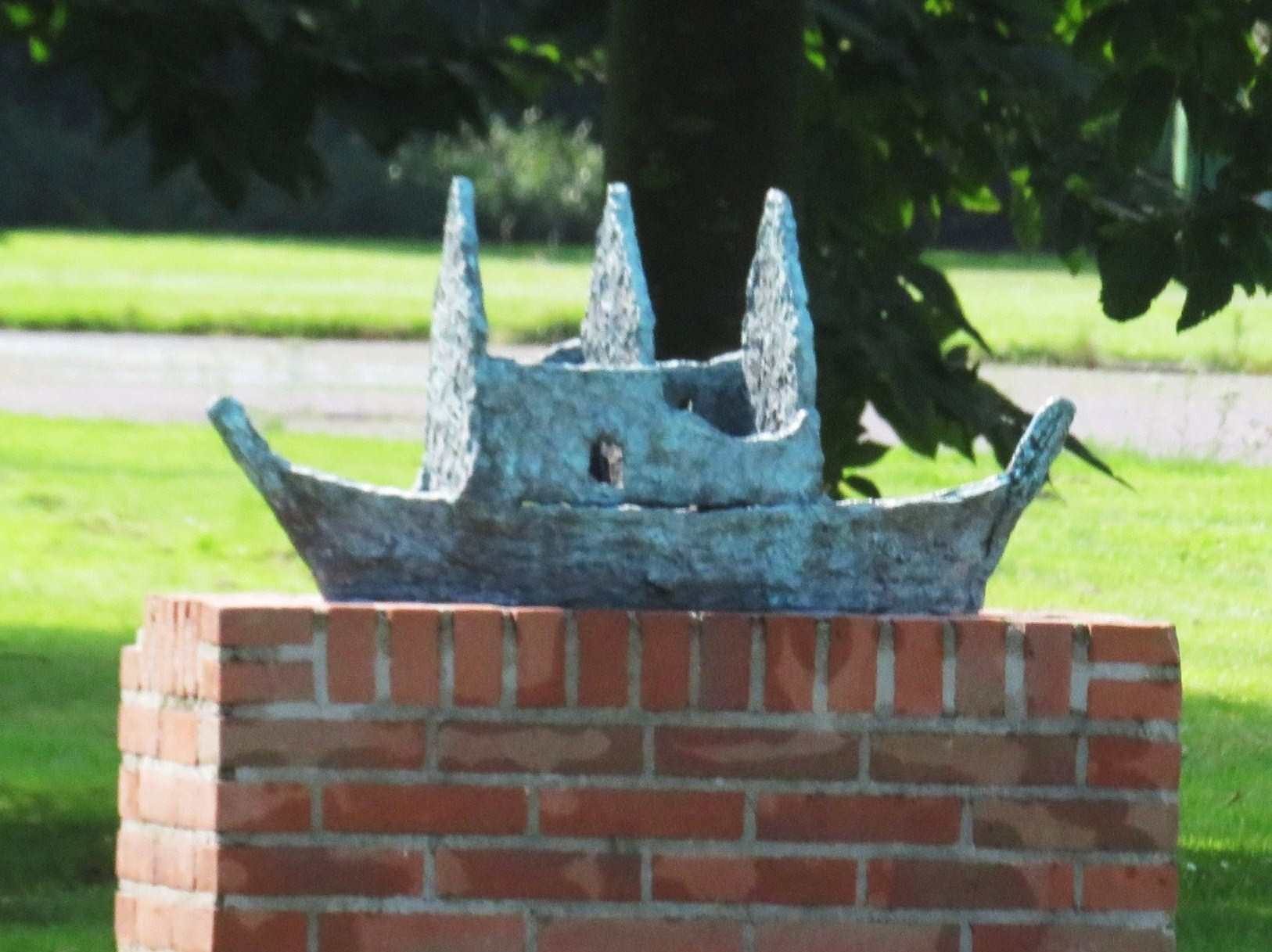
Zonder titel, Emmeloord (2008)
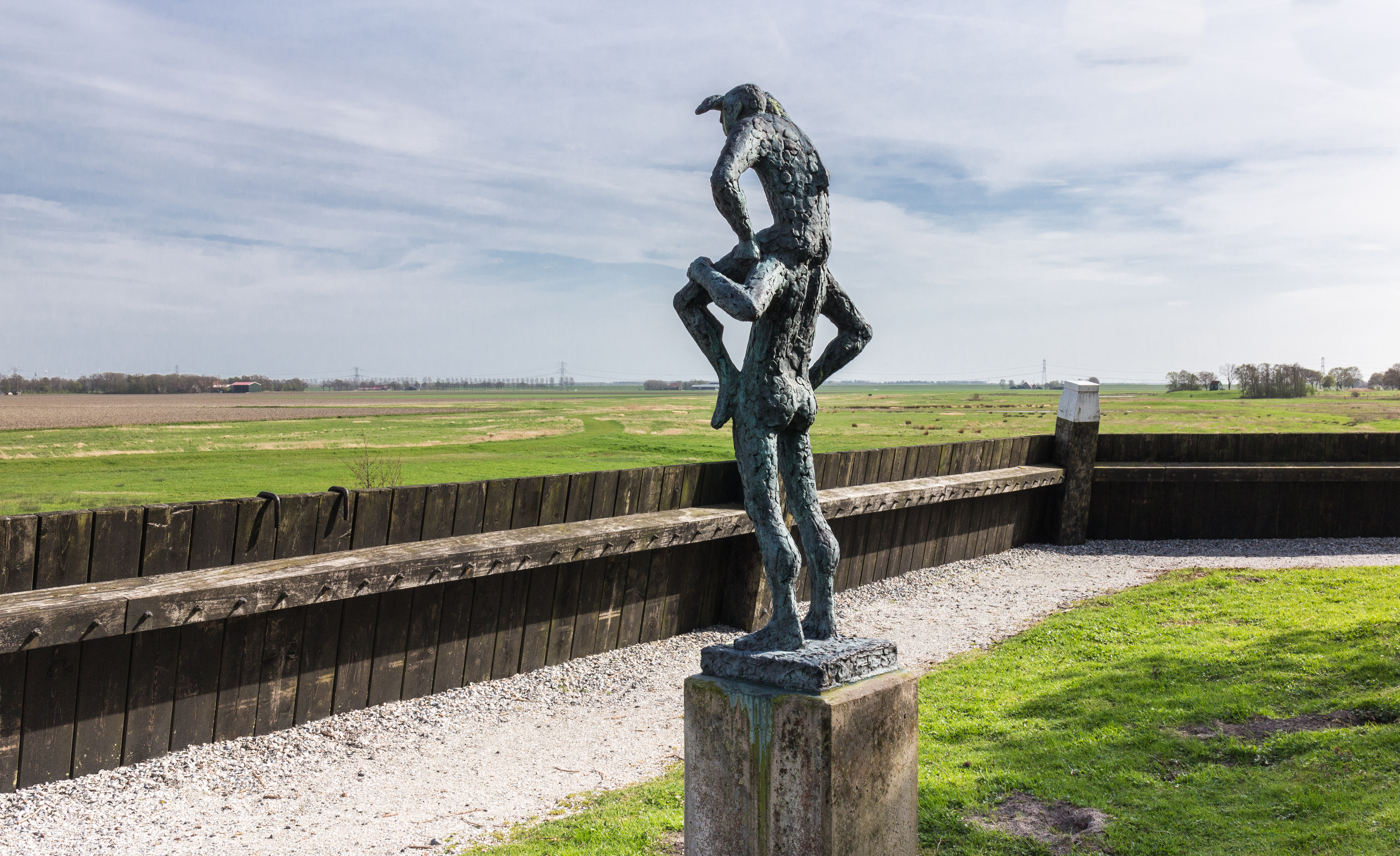
Horizon, Museum Schokland
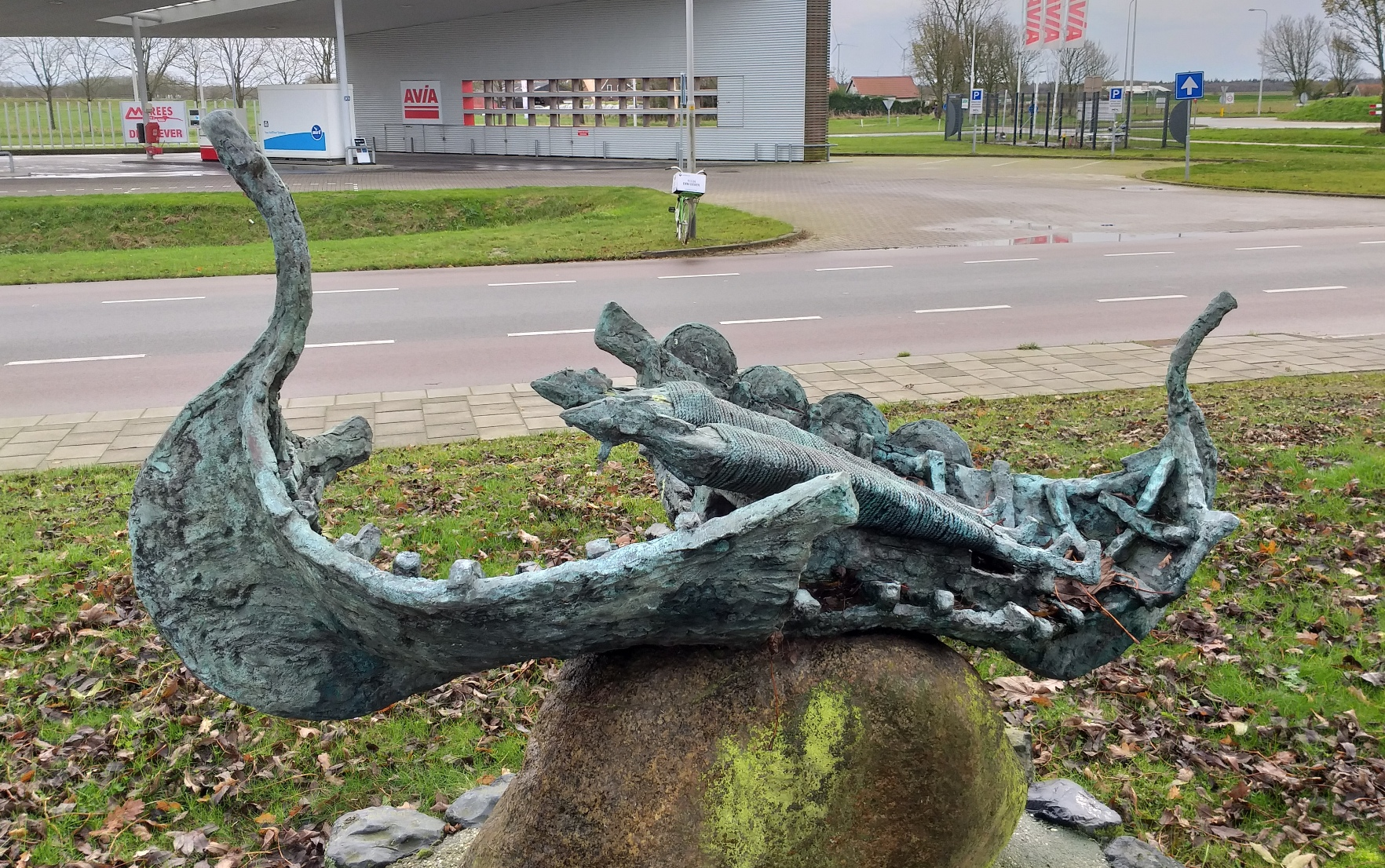
Afscheid van een Viking echtpaar (Vikingboot), Den Oever